# Riu Algar
|  | No s'ha de confondre amb Algars. |

El riu Algar és un riu de curt recorregut (12,2 km) situat en el sud-est de la península Ibèrica, en la província d'Alacant. Neix en la Serra del Ferrer, en el terme de Callosa d'en Sarrià, formant les Fonts de l'Algar en un terreny càrstic als peus de la serra de Bèrnia, que constituïxen una zona recreativa i de bany amb nombrosos salts i petites basses d'aigua freda, tot envoltat d'una exuberant vegetació mediterrània. L'espai ha estat catalogat com a zona humida per la Generalitat Valenciana el 2002.
Rep com afluents el riu Bolulla i el riu Guadalest. No obstant això, a partir de la incorporació al Castell de Guadalest, les aigües de la llera es reduïxen considerablement a causa de la sostracció d'aigua per a reg. Finalment, el riu desemboca en la mar Mediterrània, en la Badia d'Altea. El tram final del riu té una conformació de típica rambla mediterrània.
El Riuet de Sacos es forma per la unió del barranc des Bancal-Llarg i el Riuet de sa Falzia, al terme de Tàrbena. Transcorre per l'estret i profunda vall de Sacos, que li dona nom. Poc després d'iniciar el seu recorregut rep les aigües que baixen de Coll de Rates pel Barranc de l'Om. A la meitat del recorregut se li uneix, per la dreta, el Barranc de sa Foia Església. Finalment, poc després d'entrar al terme municipal de Callosa d'en Sarrià rep les aigües del Barranc des Regall o Curt. A partir d'aquest punt comença a ser denominat com a riu Algar.